# Christensonella
Christensonella es un género con quince especies  de orquídeas, algunas procedentes del género Maxillaria. Es originario de México hasta Sudamérica tropical.

## Especies
- Christensonella acicularis (Herb. ex Lindl.) Szlach., Mytnik, Górniak & Smiszek, Polish Bot. J. 51: 58 (2006).
- Christensonella cogniauxiana (Hoehne) Szlach., Mytnik, Górniak & Smiszek, Polish Bot. J. 51: 58 (2006).
- Christensonella echinophyta (Barb.Rodr.) Szlach., Mytnik, Górniak & Smiszek, Polish Bot. J. 51: 58 (2006).
- Christensonella ferdinandiana (Barb.Rodr.) Szlach., Mytnik, Górniak & Smiszek, Polish Bot. J. 51: 58 (2006).
- Christensonella juergensii (Schltr.) Szlach., Mytnik, Górniak & Smiszek, Polish Bot. J. 51: 58 (2006).
- Christensonella madida (Lindl.) Szlach., Mytnik, Górniak & Smiszek, Polish Bot. J. 51: 58 (2006).
- Christensonella nardoides (Kraenzl.) Szlach., Mytnik, Górniak & Smiszek, Polish Bot. J. 51: 58 (2006).
- Christensonella neowiedii (Rchb.f.) S.Koehler, Lankesteriana 7: 522 (2007).
- Christensonella pacholskii (Christenson) S.Koehler, Lankesteriana 7: 522 (2007).
- Christensonella pachyphylla (Schltr. ex Hoehne) Szlach., Mytnik, Górniak & Smiszek, Polish Bot. J. 51: 58 (2006).
- Christensonella pumila (Hook.) Szlach., Mytnik, Górniak & Smiszek, Polish Bot. J. 51: 58 (2006).
- Christensonella seidelii (Pabst) Szlach., Mytnik, Górniak & Smiszek, Polish Bot. J. 51: 59 (2006).
- Christensonella subulata (Lindl.) Szlach., Mytnik, Górniak & Smiszek, Polish Bot. J. 51: 59 (2006).
- Christensonella uncata (Lindl.) Szlach., Mytnik, Górniak & Smiszek, Polish Bot. J. 51: 59 (2006).
- Christensonella vernicosa (Barb.Rodr.) Szlach., Mytnik, Górniak & Smiszek, Polish Bot. J. 51: 59 (2006).
- Christensonella vitelliniflora (Barb.Rodr.) Szlach., Mytnik, Górniak & Smiszek, Polish Bot. J. 51: 59 (2006).